# Strada di ferro
Strada di ferro (Himlaspelet) è un film del 1942 diretto da Alf Sjöberg.